# ハニー・ファリド
ハニー・ファリド（Hany Farid、1966年2月10日 - ）は、デジタル画像の分析と、ディープフェイクなどの偽造された画像の検出を専門とするアメリカ合衆国の大学教授。ファリドは、カリフォルニア大学バークレー校情報学部の学部長を務めた。教育、執筆、研究活動に加え、非営利団体、政府機関、報道機関のコンサルタントとしても活動している。著書に『Photo Forensics』（2016年）がある。